# Floyd (Nueva York)
Floyd es un pueblo ubicado en el condado de Oneida en el estado estadounidense de Nueva York. En el año 2000 tenía una población de 3,869 habitantes y una densidad poblacional de 43 personas por km².

## Geografía
Floyd se encuentra ubicado en las coordenadas 43°13′31″N 75°19′54″O / 43.22528, -75.33167.

## Demografía
Según la Oficina del Censo en 2000 los ingresos medios por hogar en la localidad eran de $40,192 y los ingresos medios por familia eran $44,583. Los hombres tenían unos ingresos medios de $33,151 frente a los $22,718 para las mujeres. La renta per cápita para la localidad era de $17,405. Alrededor del 4.2% de la población estaban por debajo del umbral de pobreza.